# بيت الدفعي (الرجم)

تعديل مصدري - تعديل

بيت الدفعي هي إحدى قرى عزلة بني الغسال بمديرية الرجم التابعة لمحافظة المحويت، بلغ تعداد سكانها 189 نسمة حسب تعداد اليمن لعام 2004.